# (9917) Keynes
(9917) Keynes est un astéroïde de la ceinture principale.

## Description
(9917) Keynes est un astéroïde de la ceinture principale. Il fut découvert le 26 juin 1979 à Cerro El Roble par Carlos Torres. Il présente une orbite caractérisée par un demi-grand axe de 2,37 UA, une excentricité de 0,13 et une inclinaison de 6,4° par rapport à l'écliptique.

## Compléments